# Ералієв Арсен Кадирбайович
Арсен Кадирбайович Ералієв (кирг. Арсен Кадырбай уулу Эралиев; нар. 15 травня 1990, село Озгоруш Бакай-Атинського району Таласької області) — киргизький борець греко-римського стилю, чемпіон та дворазовий бронзовий призер чемпіонатів Азії, учасник двох Олімпійських ігор. Майстер спорту Киргизстану міжнародного класу.

## Біографія
Боротьбою почав займатися з 1999 року. У 2000 році за ініціативи свого першого тренера Камбара Ісмаїлова переїхав до Бішкека. У 2003 році поступив в Республіканське училище олімпійського резерву імені Шерали Сидикова в Бішкеку.
Став чемпіоном Азії 2006 року серед кадетів. Наступного року повторив цей успіх у віковій групі юніорів. Того ж року на юніорській світовій першості здобув бронзову нагороду. Через рік на цих же змаганнях у цій же віковій групі піднявся сходинкою вище, завоювавши срібну нагороду.
Тренувався у заслуженого тренера Киргизстанау Майрамбека Ахмедова. Згодом почав займатись під керівництвом срібного призера Пекінської Олімпіади Канатбека Бегалієва.
У 2015 визнаний одним з 15 кращих спортсменів року в Киргизстані.
У 2016 році призначений Національним олімпійським комітетом Киргизстану капітаном олімпійської збірної країни на літні Олімпійські ігри в Ріо-де-Жанейро.

## Спортивні результати на міжнародних змаганнях

### Виступи на Олімпіадах
| Змагання                    | Збірна     | Вагова категорія | Місце |
| --------------------------- | ---------- | ---------------- | ----- |
| Літні Олімпійські ігри 2012 | Киргизстан | 55 кг            | 11    |
| Літні Олімпійські ігри 2016 | Киргизстан | 59 кг            | 5     |

### Виступи на Чемпіонатах світу
| Змагання                        | Збірна     | Вагова категорія | Місце |
| ------------------------------- | ---------- | ---------------- | ----- |
| Чемпіонат світу з боротьби 2009 | Киргизстан | 55 кг            | 15    |
| Чемпіонат світу з боротьби 2010 | Киргизстан | 55 кг            | 18    |
| Чемпіонат світу з боротьби 2011 | Киргизстан | 55 кг            | 13    |
| Чемпіонат світу з боротьби 2013 | Киргизстан | 60 кг            | 24    |
| Чемпіонат світу з боротьби 2014 | Киргизстан | 59кг             | 16    |
| Чемпіонат світу з боротьби 2015 | Киргизстан | 59 кг            | 5     |

### Виступи на Чемпіонатах Азії
| Змагання                       | Збірна     | Вагова категорія | Місце  |
| ------------------------------ | ---------- | ---------------- | ------ |
| Чемпіонат Азії з боротьби 2009 | Киргизстан | 55 кг            | 9      |
| Чемпіонат Азії з боротьби 2011 | Киргизстан | 55 кг            | Золото |
| Чемпіонат Азії з боротьби 2013 | Киргизстан | 60 кг            | Бронза |
| Чемпіонат Азії з боротьби 2015 | Киргизстан | 59 кг            | Бронза |

### Виступи на інших змаганнях
| Змагання                                                                       | Збірна     | Вагова категорія | Місце  |
| ------------------------------------------------------------------------------ | ---------- | ---------------- | ------ |
| Кубок Владислава Питласинські 2011                                             | Киргизстан | 55 кг            | Золото |
| Олімпійський кваліфікаційний турнір з греко-римської боротьби 2012 (Астана)    | Киргизстан | 55 кг            | 5      |
| Олімпійський кваліфікаційний турнір з греко-римської боротьби 2012 (Гельсінкі) | Киргизстан | 55 кг            | Срібло |
| Кубок Владислава Пітласинські 2012                                             | Киргизстан | 60 кг            | 5      |
| Золотий Гран-прі з боротьби 2013                                               | Киргизстан | 60 кг            | 11     |
| Кубок Президента Казахстану з боротьби 2013                                    | Киргизстан | 60 кг            | Золото |
| Турнір Вехбі Емре 2014                                                         | Киргизстан | 66 кг            | 13     |
| Міжнародний турнір Любомира Івановича-Гедзи 2014                               | Киргизстан | 59 кг            | Бронза |
| Гран-прі FILA 2015                                                             | Киргизстан | 59 кг            | 20     |
| Турнір Вехбі Емре 2015                                                         | Киргизстан | 59 кг            | Срібло |
| Кубок Президента Казахстану з боротьби 2015                                    | Киргизстан | 59 кг            | 6      |
| Золотий Гран-прі з боротьби 2015                                               | Киргизстан | 59 кг            | 10     |
| Турнір Вехбі Емре 2016                                                         | Киргизстан | 59 кг            | 5      |
| Кубок Владислава Пітласинські 2016                                             | Киргизстан | 59 кг            | Бронза |